# وولفرشتادت
وولفرشتادت (به آلمانی: Wolferstadt) یک شهر در آلمان است که در دناو-ریس واقع شده‌است.